# Christoph Neidhart
Christoph Neidhart (* 25. Mai 1954 in Basel) ist ein Schweizer Journalist und Autor, der durch seine langjährige Tätigkeit als Korrespondent für den russisch-skandinavisch-baltischen Raum sowie für Ostasien bekannt wurde. Zudem veröffentlichte er bislang mehrere erfolgreiche Sachbücher mit Länderporträts.

## Leben und Werdegang
Christoph Neidhart studierte an der Universität Basel vier Semester Mathematik, Physik und Fotografie. Anschliessend studierte er Veterinärmedizin, wobei er den vorklinischen Teil in Freiburg im Üechtland absolvierte und dann das Studium an der Universität Zürich fortsetzte und dort mit dem Staatsexamen abschloss. Angeregt durch diese Möglichkeiten, die «Welt aus verschiedenen Blickwinkeln zu betrachten», begann er bereits während seines veterinärmedizinischen Studiums, Buchkritiken zu verfassen und über wissenschaftliche Themen zu schreiben, unter anderem für Die Zeit und Das Magazin.
Nach Abschluss des Studiums schlug er eine journalistische und publizistische Laufbahn ein und arbeitete zunächst freiberuflich, unter anderem für das Schweizer Radio DRS, die Kulturabteilung des Deutschlandfunks sowie für die Wissenschaftsabteilung des Schweizer Fernsehens. Von 1985 bis 1997 war er für das Schweizer Wochenmagazin Die Weltwoche in verschiedenen Funktionen tätig, unter anderem als Reporter in Osteuropa und der UdSSR, als Moskau-Bürochef und als Korrespondent in Sankt Petersburg. Von 1990 bis 1997 lebte Neidhart meist in Moskau und berichtete über Russland, Osteuropa und Skandinavien. Seine Erfahrungen verarbeitete er in seinem Buch Ostsee. Das Meer in unserer Mitte, das erstmals 2003 erschien.
Daneben schrieb er Beiträge über kulturelle und wissenschaftliche Themen für verschiedene Zeitschriften und Zeitungen wie Die Zeit und die Süddeutsche Zeitung. Zudem war er von 1989 bis 1991 Mitarbeiter der von Hans Magnus Enzensberger mitgegründeten Zeitschrift TransAtlantik.
Nach seinem siebenjährigen Russlandaufenthalt war er von 1997 bis 2001 als «Visiting scholar» am Davis Center for Russian Studies der Harvard University in den USA tätig, woraus unter anderem sein 2003 erschienenes Buch Russia’s carnival. The smells, sights, and sounds of transition resultiert. Während dieser Zeit schrieb er weiterhin Beiträge für verschiedene Printmedien wie Neue Zürcher Zeitung (NZZ), NZZ Folio, Das Magazin und du.
2002 ging Neidhart als Korrespondent nach Tokio und berichtete zunächst für Die Weltwoche über Japan, die Volksrepublik China sowie Nord- und Südkorea. Von 2007 bis 2019 war er Korrespondent der Süddeutschen Zeitung und des Tages-Anzeigers für Japan und Südkorea mit Sitz in Tokio. Neidhart arbeitet seitdem als freier Journalist. Darüber hinaus veröffentlichte er mehrere Sachbücher. 
Neidhart gilt als «international renommierter Experte für Russland, Skandinavien und das Baltikum» sowie als engagierter Berichterstatter aus den ostasiatischen Ländern («aussergewöhnliche journalistische Leistungen») und wurde für seine Arbeiten bereits mehrmals ausgezeichnet.
Christoph Neidhart ist verheiratet und hat mit seiner Ehefrau eine Tochter. Er lebt mit seiner Familie in Tokio.

## Auszeichnungen
- 2023: Remarque Fellowship, New York University
- 2007: Alstom Journalistenpreis – für den Artikel Den Flüssen den Weg weisen in der NZZ vom 27. Mai 2006[7]
- 1998: Zürcher Journalistenpreis
- 1988: Zürcher Journalistenpreis

## Veröffentlichungen (Auswahl)
Belletristik
- Museum des Lichts. Petersburger Lieben. Edition Isele, Eggingen 2010, ISBN 978-3-86142-486-4.

Sachbücher
- Ein Fünfliber im Kuhfladen. Die Schweiz von außen gesehen: lauter Sonderfälle. Edition Isele, Eggingen 2022, ISBN 978-3-7534-5951-6
- Die Kinder des Konfuzius. Was Ostasien so erfolgreich macht. Orig.-Ausg., Verlag Herder, Freiburg im Breisgau 2008 (= Herder-Spektrum; 3006), ISBN 978-3-451-03006-2.
- Ostsee. Das Meer in unserer Mitte. Erw. Neuausg., 1. Aufl., marebuchverlag, Hamburg 2007, ISBN 978-3-86648-054-4.
- Die Nudel. Eine Kulturgeschichte mit Biss. Deuticke Verlag, Wien 2007, ISBN 978-3-552-06042-5.
- Russia’s Carnival. The Smells, Sights, and Sounds of Transition. Rowman and Littlefield Publishers, Lanham (Maryland/USA) 2003, ISBN 0-7425-2041-2. (englisch)
- Nach dem Kollaps. Die ehemaligen Sowjetrepubliken. Diogenes Verlag, Zürich 1993, ISBN 3-257-01964-5.
- Ein großmächtiger Landesvater. In: Werner Adam (Hrsg.): Ein Imperium zerbricht. Reportagen über den Untergang der Sowjetunion. IMK in der Verl.-Gruppe Frankfurter Allg. Zeitung, Frankfurt am Main 1992, ISBN 3-927282-14-6.
- Andrej Amalriks Leitfaden zum Untergang der Sowjetunion. Ein historisches Dokument. Nachwort zur deutschsprachigen Neuausgabe (von 1992) von: Andrei Alexejewitsch Amalrik: Kann die Sowjetunion das Jahr 1984 erleben? Diogenes Verlag, Zürich 1992 (= Diogenes-Taschenbuch; 20005), ISBN 3-257-20005-6.